# Vignone
Vignone – miejscowość i gmina we Włoszech, w regionie Piemont, w prowincji Cusio Ossola.
Położona około 120 kilometrów na północny wschód od Turynu i około 2 kilometrów na północny wschód od Verbanii.
Według danych na rok 2004 gminę zamieszkiwało 1090 osób, 363,3 os./km².